# Arisemus mariannae
Arisemus mariannae är en tvåvingeart som beskrevs av Wagner och Masteller 1996. Arisemus mariannae ingår i släktet Arisemus och familjen fjärilsmyggor.
Artens utbredningsområde är Puerto Rico. Inga underarter finns listade i Catalogue of Life.